# Джулія Баттерс
Джулія Баттерс (нар. 15 квітня 2009) — американська акторка. Її роль Труді Фрейзер у фільмі Квентіна Тарантіно «Одного разу в… Голлівуді» отримала визнання критиків. З 2016 до 2020 рік вона виконувала роль Анни-Кет Отто в ситкомі ABC «Американська домогосподарка».

## Ранні роки
Баттерс народилася в Лос-Анджелесі, штат Каліфорнія, у сім'ї Лорелеї та Дарріна; її батько — мультиплікатор Disney, який працював над такими фільмами, як-от «Крижане серце» та «Ральф-руйнівник 2: Інтернетрі».

## Кар'єра
Баттерс почала свою кар'єру у віці двох років, знімаючись у рекламі. Її першою роллю зі словами стала героїня Габбі в однойменному епізоді «Криміналісти: Мислити як злочинець». У 2016 році Баттерс зіграла повторювану роль Елли протягом восьми епізодів у серіалі Amazon Prime Video «Очевидне». Пізніше того ж року вона почала зніматися в ситкомі ABC «Американська домогосподарка» в ролі Анни-Кет Отто.
Коли Квентін Тарантіно писав сценарій свого дев'ятого фільму «Одного разу в… Голлівуді», він побачив Баттерс на телебаченні, і згодом запропонував їй роль неповнолітньої акторки Труді Фрейзер. Після того, як вона отримала визнання критиків за цю роль, Баттерс і її команда менеджерів вирішили шукати для неї подібні можливості, тому вона залишила «Американську домогосподарку» після чотирьох сезонів, її замінила колишня зірка «Життя у деталях» Жизель Айзенберг.
У грудні 2020 року Баттерс отримала роль у фільмі Netflix «Сіра людина». У червні 2021 року оголосили, що Баттерс отримала роль Реджі Фабельман у майбутньому напівавтобіографічному фільмі Стівена Спілберга «Фабельмани». Персонаж Баттерс заснований на сестрі режисера.

## Фільмографія

### Фільми
| Рік  |    | Українська назва               | Оригінальна назва                         | Роль                          |
| ---- | -- | ------------------------------ | ----------------------------------------- | ----------------------------- |
| 2016 | ф  | 13 годин: Таємні воїни Бенгазі | 13 Hours: The Secret Soldiers of Benghazi | Беверлі Сільва                |
| 2016 | ф  | Термін життя                   | Term Life                                 | 7-річна Кейт                  |
| 2016 | тф | Друзі                          | Pals                                      | Джулія                        |
| 2016 | ф  | Сім'янин                       | A Family Man                              | Лорен Дженсен                 |
| 2019 | ф  | Одного разу в… Голлівуді       | Once Upon a Time in Hollywood             | Труді Фрейзер                 |
| 2020 | мф | Коротке замикання              | Short Circuit                             | Маленька дівчинка (озвучення) |
| 2022 | ф  | Сіра людина                    | The Gray Man                              | Клер                          |
| 2022 | ф  | Фабельмани                     | The Fabelmans                             | Реджі Фабельман               |
| 2023 | ф  | Королева кісток                | Queen of Bones                            | Лілі                          |
| 2025 | ф  | Шалена п'ятниця 2              | Freakier Friday                           | Гарпер Коулман                |

### Серіали
| Рік       |    | Українська назва                   | Оригінальна назва        | Роль                                                   |
| --------- | -- | ---------------------------------- | ------------------------ | ------------------------------------------------------ |
| 2014      | с  | Криміналісти: мислити як злочинець | Criminal Minds           | Габбі Гоффер (Епізод: "Gabby")                         |
| 2015—2016 | с  | Подруги будь-коли                  | Best Friends Whenever    | Сід (2 епізоди)                                        |
| 2015—2016 | с  | Очевидне                           | Transparent              | Елла (8 епізодів)                                      |
| 2016      | с  |                                    | The Kicks                | Ешлі (Епізод: "Take the Field")                        |
| 2016—2020 | с  | Американська домогосподарка        | American Housewife       | Анна-Кат Отто (90 епізодів)                            |
| 2021      | с  | Я думаю, що вам слід піти          | I Think You Should Leave | маленька дівчинка (Епізод: "I Need a Wet Paper Towel") |
| 2024      | мс | Монстри за роботою                 | Monsters at Work         | Лорелей Вортінгтон (3 епізоди)                         |

## Визнання
| Рік  | Робота                   | Нагорода                                          | Категорія                                | Результат | Пос.   |
| ---- | ------------------------ | ------------------------------------------------- | ---------------------------------------- | --------- | ------ |
| 2019 | Одного разу в… Голлівуді | Асоціація кінокритиків Чикаго                     | Найбільш багатообіцяючий актор/акторка   | Номінація | [ 17 ] |
| 2019 | Одного разу в… Голлівуді | Товариство кінокритиків Лас-Вегаса                | Молодь у кіно — жінка                    | Перемога  | [ 18 ] |
| 2019 | Одного разу в… Голлівуді | Товариство кінокритиків Сан-Дієго                 | Актор/акторка — відкриття                | Номінація | [ 19 ] |
| 2019 | Одного разу в… Голлівуді | Товариство кінокритиків Сіетла                    | Найкращий новий актор/акторка            | Номінація | [ 20 ] |
| 2019 | Одного разу в… Голлівуді | Асоціація кінокритиків Вашингтона, округ Колумбія | Найкращий новий актор/акторка            | Номінація | [ 21 ] |
| 2020 | Одного разу в… Голлівуді | Вибір критиків                                    | Найкращий новий актор/акторка            | Номінація | [ 22 ] |
| 2020 | Одного разу в… Голлівуді | Асоціація кінокритиків Голлівуду                  | Найкраща роль акторки до 23 років        | Номінація | [ 23 ] |
| 2020 | Одного разу в… Голлівуді | Інтернет-асоціація кіно та телебачення            | Найкращий новий актор/акторка            | Номінація | [ 24 ] |
| 2021 | Одного разу в… Голлівуді | Сатурн                                            | Найкраща роль молодого актора чи акторки | Номінація |        |
| 2023 | Фабельмани               | Асоціація кінокритиків Music City                 | Найкраща молода акторка                  | Номінація | [ 25 ] |